# José Antonio Pecharroman
José Antonio Pecharroman Fabián (Cáceres, 10 juni 1978) is een voormalig Spaans wielrenner.
Pecharromán werd beroepsrenner in 2000 en reed een aantal jaar anoniem in het peloton, totdat hij in het voorjaar van 2003 plotseling doorbrak met winst in zowel de Euskal Bizikleta en de Ronde van Catalonië, waarin hij bovendien respectievelijk drie en één etappes wist te winnen. Pecharromán, die had bewezen zowel te kunnen klimmen als tijdrijden, leek het nieuwe Spaanse rondetalent en de grote ploegen stonden voor hem in de rij. Hij tekende een contract voor het volgend seizoen bij Quick·Step. De rest van 2003 kenmerkte zich vooral door ruzie met zijn ploegleider, die hem als kopman opstelde in de Ronde van Spanje, maar waarin Pecharromán al na een paar dagen afstapte.
Bij Quick·Step kon Pecharromán echter geen potten breken. Hij sukkelde met blessures en behaalde geen enkel aansprekend resultaat. In 2005 liet ploegmanager Patrick Lefevere dan ook weten dat zijn contract in principe niet verlengd zal worden.
In december 2007 is hij bij een dopingcontrole positief bevonden. In zijn urine werden sporen van finasteride aangetroffen. Finasteride is een middel dat haaruitval tegengaat, maar ook als maskeringmiddel voor anabole steroïden op de lijst met verboden producten staat.

## Belangrijkste overwinningen
2003
- 2e etappe Euskal Bizikleta
- 3e etappe Euskal Bizikleta
- 4e etappe deel b Euskal Bizikleta
- Eindklassement Euskal Bizikleta
- 6e etappe Ronde van Catalonië
- Eindklassement Ronde van Catalonië

## Resultaten in voornaamste wedstrijden
| Jaar | Ronde van Italië | Ronde van Frankrijk | Ronde van Spanje |
| ---- | ---------------- | ------------------- | ---------------- |
| 2001 |                  |                     | 49e              |
| 2002 |                  |                     | 27e              |
| 2003 |                  |                     | opgave           |
| 2004 |                  |                     | 49e              |
| 2005 |                  |                     | buiten tijd      |